# 1522 Kokkola
1522 Kokkola (privremena oznaka 1938 WO), asteroid glavnog pojasa. Otkrila ga je Liisi Oterma, 18. studenog 1938. 

## Vanjske poveznice
- Minor Planet Center

… |  1521 Seinäjoki  | 1522 Kokkola |  1523 Pieksämäki | …